# Австралия на летних Олимпийских играх 1992
Австралия на летних Олимпийских играх 1992 была представлена 279 спортсменами.
Австралийская олимпийская сборная в неофициальном общекомандном зачёте заняла 10-е место. По количеству завоёванных медалей эти игры стали вторыми в истории сборной Австралии, после домашних игр 1956 года.

## Награды

### Золото
| Золото |                                                 |                                                              |
| №      | Спортсмены                                      | Вид спорта (дисциплина)                                      |
| 1      | Стивен Хоукинс Питер Энтони                     | Академическая гребля (мужчины, двойка парная)                |
| 2      | Эндрю Купер Майк Маккей Джеймс Томкинс Ник Грин | Академическая гребля (мужчины, четверка парная без рулевого) |
| 3      | Кэти Уотт                                       | Велоспорт (женщины, групповая гонка)                         |
| 4      | Клинт Робинсон                                  | Гребля на байдарках и каноэ (мужчины, 1000 м, Б-1)           |
| 5      | Мэттью Райан                                    | Конный спорт (индивидуальное троеборье)                      |
| 6      | Эндрю Хой Джиллиан Ролтон Мэттью Райан          | Конный спорт (командное троеборье)                           |
| 7      | Кирен Перкинс                                   | Плавание (мужчины, 1500 м, вольный стиль)                    |

### Серебро
| Серебро | |                                               |
| №       | Спортсмены | Вид спорта (дисциплина)                       |
| 1       | Гари Нейванд | Велоспорт (мужчины, спринт)                   |
| 2       | Шейн Келли | Велоспорт (мужчины, гит на 1 км)              |
| 3       | Бретт Эйткен Стив Макглид Шон О’Брайен Стюарт О’Грейди | Велоспорт (мужчины, групповая гонка)          |
| 4       | Кэти Уотт | Велоспорт (женщины, гонка преследования)      |
| 5       | Дэниэль Вудвард | Гребля на байдарках и каноэ (женщины, слалом) |
| 6       | Кирен Перкинс | Плавание (мужчины, 400 м, вольный стиль)      |
| 7       | Глен Хусмен | Плавание (мужчины, 400 м, вольный стиль)      |
| 8       | Хейли Льюис | Плавание (женщины, 800 м, вольный стиль)      |
| 9       | Джон Бестолл, Уоррен Бирмингем, Ли Бодимид, Эшли Кэри, Грегори Корбитт, Стивен Дэвис, Дэймон Дилетти, Лахлан Дрехер, Лахлан Элмер, Дин Эванс, Пол Льюис, Грэхем Рид, Джей Стейси, Майкл Йорк, Дэвид Ваншбру, Кен Уарк | Хоккей на траве (мужчины)                     |

### Бронза
| Бронза |                                                   |                                              |
| №      | Спортсмены                                        | Вид спорта (дисциплина)                      |
| 1      | Рэймон Андерссон Келвин Грэм Иэн Роулинг Стив Вуд | Гребля на байдарках и каноэ (1000 м, Б-4)    |
| 2      | Тим Форсайт                                       | Лёгкая атлетика (мужчины, прыжки в высоту)   |
| 3      | Даниэла Костин                                    | Лёгкая атлетика (женщины, метание диска)     |
| 4      | Ларс Клеппич                                      | Парусный спорт (дивизион II, парусная доска) |
| 5      | Митч Бут Джон Форбс                               | Парусный спорт (класс Торнадо)               |
| 6      | Фил Роджерс                                       | Плавание (женщины, 800 м, вольный стиль)     |
| 7      | Хейли Льюис                                       | Плавание (женщины, 400 м, вольный стиль)     |
| 8      | Николь Стивенсон                                  | Плавание (женщины, 200 м, на спине)          |
| 9      | Саманта Райли                                     | Плавание (женщины, 100 м, брасс)             |
| 10     | Сьюзан О'Нил                                      | Плавание (женщины, 200 м, баттерфляй)        |
| 11     | Рэйчел Маккуиллан Николь Провис                   | Теннис (женщины, парный разряд)              |

## Результаты соревнований

### Академическая гребля
В следующий раунд из каждого заезда проходили несколько лучших экипажей (в зависимости от дисциплины). В финал A выходили 6 сильнейших экипажей, остальные разыгрывали места в утешительных финалах B-D.
Мужчины
| Соревнование | Спортсмены                           | Предварительный заезд | Предварительный заезд | Предварительный заезд | Отборочный заезд | Отборочный заезд | Отборочный заезд | Полуфинал      | Полуфинал      | Полуфинал      | Финал   | Финал   | Итоговое место |
| Соревнование | Спортсмены                           | Заезд                 | Время                 | Место                 | Заезд            | Время            | Место            | Заезд          | Время          | Место          | Время   | Место   | Итоговое место |
| ------------ | ------------------------------------ | --------------------- | --------------------- | --------------------- | ---------------- | ---------------- | ---------------- | -------------- | -------------- | -------------- | ------- | ------- | -------------- |
| двойки       | Ник Макдональд-Кроули Мэттью Макардл | 1                     | 6:48,18               | 4                     | 2                | 6:48,67          | 3 QC             | не участвовали | не участвовали | не участвовали | Финал C | Финал C | 13             |
| двойки       | Ник Макдональд-Кроули Мэттью Макардл | 1                     | 6:48,18               | 4                     | 2                | 6:48,67          | 3 QC             | не участвовали | не участвовали | не участвовали | 6:44,06 | 1       | 13             |

### Водное поло
Спортсменов — 13

#### Мужчины
Состав команды
| Мужская сборная Австралии по водному поло | Мужская сборная Австралии по водному поло | Мужская сборная Австралии по водному поло | Мужская сборная Австралии по водному поло | Мужская сборная Австралии по водному поло | Мужская сборная Австралии по водному поло | Мужская сборная Австралии по водному поло | Мужская сборная Австралии по водному поло |
| №                                         | Имя                                       | Дата рождения (возраст)                   | Рост                                      | Вес                                       | Клуб                                      | Игры                                      | Голы                                      |
| ----------------------------------------- | ----------------------------------------- | ----------------------------------------- | ----------------------------------------- | ----------------------------------------- | ----------------------------------------- | ----------------------------------------- | ----------------------------------------- |
| 1                                         | Саймон Эшер                               | 5 сентября 1967 (24 года)                 | 1,87 м                                    | 87 кг                                     |                                           | 2                                         | 0                                         |
| 2                                         | Джеффри Кларк                             | 8 февраля 1969 (23 года)                  | 2,02 м                                    | 97 кг                                     | Бальмейн                                  | 7                                         | 18                                        |
| 3                                         | Джон Фокс                                 | 16 февраля 1963 (29 лет)                  | 1,91 м                                    | 92 кг                                     |                                           | 7                                         | 3                                         |
| 4                                         | Даниэль Марсден                           | 16 ноября 1970 (21 год)                   | 1,90 м                                    | 92 кг                                     | Сиднейский университет                    | 7                                         | 5                                         |
| 5                                         | Раймонд Майерс                            | 8 января 1960 (32 года)                   | 1,90 м                                    | 92 кг                                     | Бальмейн                                  | 7                                         | 4                                         |
| 6                                         | Грег Макфадден                            | 28 августа 1964 (27 лет)                  |                                           |                                           | Кронулла Сатерленд                        | 5                                         | 0                                         |
| 7                                         | Гай Ньюмен                                | 25 марта 1969 (23 года)                   |                                           |                                           | Бальмейн                                  | 3                                         | 0                                         |
| 8                                         | Марк Оберман                              | 24 сентября 1967 (24 года)                | 1,89 м                                    | 108 кг                                    | Кронулла Сатерленд                        | 7                                         | 4                                         |
| 9                                         | Пол Оберман                               | 28 июня 1969 (23 года)                    |                                           |                                           | Кронулла Сатерленд                        | 7                                         | 10                                        |
| 10                                        | Трой Стокуэлл                             | 21 октября 1967 (24 года)                 | 1,88 м                                    | 87 кг                                     | Кронулла Сатерленд                        | 6                                         | 1                                         |
| 11                                        | Гленн Таунсенд (GK)                       | 24 апреля 1962 (30 лет)                   | 1,97 м                                    | 98 кг                                     |                                           | 5                                         | 0                                         |
| 12                                        | Эндрю Уитман                              | 26 октября 1967 (24 года)                 | 1,78 м                                    | 80 кг                                     |                                           | 7                                         | 4                                         |
| 13                                        | Кристофер Уиброу                          | 21 августа 1961 (30 лет)                  | 1,90 м                                    | 92 кг                                     | Кронулла Сатерленд                        | 7                                         | 11                                        |
| Главный тренер: Чарльз Артур Тёрнер       |                                           |                                           |                                           |                                           |                                           |                                           |                                           |

Результаты
Группа A
| Место | Команда      | И | В | Н | П | МЗ | МП | МР  | Очки |
| ----- | ------------ | - | - | - | - | -- | -- | --- | ---- |
| 1     | СНГ          | 5 | 5 | 0 | 0 | 50 | 32 | +18 | 10   |
| 2     | США          | 5 | 4 | 0 | 1 | 40 | 24 | +16 | 8    |
| 3     | Австралия    | 5 | 2 | 1 | 2 | 44 | 41 | +3  | 5    |
| 4     | Германия     | 5 | 2 | 0 | 3 | 38 | 41 | -3  | 4    |
| 5     | Франция      | 5 | 1 | 1 | 3 | 38 | 42 | -4  | 3    |
| 6     | Чехословакия | 5 | 0 | 0 | 5 | 5  | 33 | -28 | 0    |

| 1 августа 1992 | Австралия                             | 4:8  | США                                                                                        | Барселона Судьи: Эухенио Асенсио Альфред Карел ван Дорп |
| 1 августа 1992 | Счёт по четвертям: 1:1, 1:2, 1:3, 1:2 |      |                                                                                            | Барселона Судьи: Эухенио Асенсио Альфред Карел ван Дорп |
| 1 августа 1992 | Джеффри Кларк — 3 Даниэль Марсден — 1 | Голы | 2 — Дуглас Кимбелл, Крейг Класс 1 — Майкл Эванс, Джефф Кэмпбелл, Терри Шрёдер, Алекс Руссо | Барселона Судьи: Эухенио Асенсио Альфред Карел ван Дорп |

| 2 августа 1992 | Австралия                                                                                          | 9:5  | Франция                                                             | Барселона Судьи: Альфред Карел ван Дорп Мануэль де Хесус Бенитес |
| 2 августа 1992 | Счёт по четвертям: 2:1, 2:0, 2:2, 3:2                                                              |      |                                                                     | Барселона Судьи: Альфред Карел ван Дорп Мануэль де Хесус Бенитес |
| 2 августа 1992 | Джеффри Кларк, Майерс — 2 Джон Фокс, Эндрю Уитман, Пол Оберман, Кристофер Уиброу, Марк Оберман — 1 | Голы | 2 — Николя Желефф 1 — Пьерр Гарсо, Винсен Де Нарди, Тьерри Алимондо | Барселона Судьи: Альфред Карел ван Дорп Мануэль де Хесус Бенитес |

| 3 августа 1992 | Австралия                                                                                        | 9:12 | СНГ | Барселона Судьи: Эухенио Асенсио Альфред Карел ван Дорп |
| 3 августа 1992 | Счёт по четвертям: 2:3, 3:4, 2:1, 2:4                                                            |      | | Барселона Судьи: Эухенио Асенсио Альфред Карел ван Дорп |
| 3 августа 1992 | Эндрю Уитман, Пол Оберман, Джеффри Кларк — 2 Даниэль Марсден, Кристофер Уиброу, Марк Оберман — 1 | Голы | 5 — Дмитрий Апанасенко 3 — Александр Колотов 1 — Александр Огородников, Алексей Вдовин, Сергей Маркоч, Владимир Карабутов | Барселона Судьи: Эухенио Асенсио Альфред Карел ван Дорп |

| 5 августа 1992 | Австралия                                                                 | 7:7  | Германия                                                                  | Барселона Судьи: Анталь Вусек Мануэль де Хесус Бенитес |
| 5 августа 1992 | Счёт по четвертям: 2:1, 2:3, 0:1, 3:2                                     |      |                                                                           | Барселона Судьи: Анталь Вусек Мануэль де Хесус Бенитес |
| 5 августа 1992 | Джеффри Кларк, Кристофер Уиброу — 2 Пол Оберман, Майерс, Марк Оберман — 1 | Голы | 2 — Йорг Дрезель, Рене Райман 1 — Франк Отто, Дирк Тайсман, Райбель Гуидо | Барселона Судьи: Анталь Вусек Мануэль де Хесус Бенитес |

| 6 августа 1992 | Австралия                                                                                      | 15:9 | Чехословакия                                                                                         | Барселона Судьи: Эухенио Асенсио Лионель Кун-Чхун Лью |
| 6 августа 1992 | Счёт по четвертям: 5:2, 2:2, 3:1, 5:4                                                          |      | | Барселона Судьи: Эухенио Асенсио Лионель Кун-Чхун Лью |
| 6 августа 1992 | Кристофер Уиброу — 5 Джеффри Кларк — 4 Пол Оберман — 3 Трой Стокуэлл, Эндрю Уитман, Майерс — 1 | Голы | 3 — Петер Горнак 2 — Видор Борсиг 1 — Ладислав Видуманский, Томас Бундшух, Павол Динзик, Роман Бачик | Барселона Судьи: Эухенио Асенсио Лионель Кун-Чхун Лью |

Группа D (за 5-8-е места)
| Место | Команда   | И | В | Н | П | МЗ | МП | МР | Очки |
| ----- | --------- | - | - | - | - | -- | -- | -- | ---- |
| 5     | Австралия | 3 | 2 | 1 | 0 | 23 | 20 | +3 | 5    |
| 6     | Венгрия   | 3 | 2 | 0 | 1 | 28 | 27 | +1 | 4    |
| 7     | Германия  | 3 | 1 | 1 | 1 | 24 | 21 | +3 | 3    |
| 8     | Куба      | 3 | 0 | 0 | 3 | 22 | 29 | −7 | 0    |

| 8 августа 1992 | Австралия                                                                          | 7:5  | Куба                                                              | Барселона Судьи: Эдуард Преловский Масару Масаока |
| 8 августа 1992 | Счёт по четвертям: 2:0, 3:1, 2:2, 0:2                                              |      |                                                                   | Барселона Судьи: Эдуард Преловский Масару Масаока |
| 8 августа 1992 | Даниэль Марсден — 3 Пол Оберман, Джеффри Кларк, Кристофер Уиброу, Марк Оберман — 1 | Голы | 2 — Иван Перес 1 — Хуан Эрнандес, Хуан Баррерас, Ласаро Фернандес | Барселона Судьи: Эдуард Преловский Масару Масаока |

| 9 августа 1992 | Австралия                                                         | 9:8  | Венгрия                                                       | Барселона Судьи: Мануэль де Хесус Бенитес Мирослав Раденович |
| 9 августа 1992 | Счёт по четвертям: 2:2, 3:4, 3:2, 1:0                             |      |                                                               | Барселона Судьи: Мануэль де Хесус Бенитес Мирослав Раденович |
| 9 августа 1992 | Джеффри Кларк — 4 Джон Фокс, Пол Оберман — 2 Кристофер Уиброу — 1 | Голы | 4 — Тибор Бенедек 2 — Имре Петер 1 — Жольт Петоварь, Имре Тот | Барселона Судьи: Мануэль де Хесус Бенитес Мирослав Раденович |

### Конный спорт
Спортсменов — 4

#### Троеборье
| Соревнование              | Спортсмены                                        | Выездка   | Выездка | Кросс     | Кросс | Конкур    | Конкур | Всего     | Всего |
| Соревнование              | Спортсмены                                        | Результат | Место   | Результат | Место | Результат | Место  | Результат | Место |
| ------------------------- | ------------------------------------------------- | --------- | ------- | --------- | ----- | --------- | ------ | --------- | ----- |
| индивидуальное первенство | Эндрю Хой на Kiwi                                 | -58,80    | 23      | -25,60    | 7     | -5,00     | 9      | -89,40    | 5     |
| командное первенство      | Эндрю Хой Мэттью Райан Джиллиан Ролтон Дэвид Грин | -172,80   | 6       | -92,80    | 2     | -15,00    | 1      | -288,60   | 1     |

### Лёгкая атлетика
Спортсменов — 1
Мужчины
| Дисциплина      | Спортсмен      | Предварительный раунд | Предварительный раунд | Четвертьфиналы | Четвертьфиналы | Полуфиналы | Полуфиналы | Финал     | Финал |
| Дисциплина      | Спортсмен      | Результат             | Место                 | Результат      | Место          | Результат  | Место      | Результат | Место |
| --------------- | -------------- | --------------------- | --------------------- | -------------- | -------------- | ---------- | ---------- | --------- | ----- |
| ходьба на 20 км | Николас А’Херн |                       |                       |                |                |            |            | 1:31,39   | 22    |